# Rainbo Paita
Rainbo Paita est un homme politique papou-néo-guinéen.

## Biographie
Il obtient une licence en sciences de l'université de Papouasie-Nouvelle-Guinée en 2011.
Membre du Pangu Pati, aux élections législatives de 2017, il entre au Parlement national comme député de Finschhafen, battant dans cette circonscription le député sortant et président du Parlement Theo Zurenuoc,. Il est nommé ministre des Communications et de l'Énergie dans le gouvernement de James Marape en juin 2019, puis ministre des Finances et du Développement rural de novembre 2019 à décembre 2020. En décembre 2020 il est fait ministre de la Planification nationale. À l'issue des élections législatives de 2022, il devient à nouveau ministre des Finances.
En mai 2023, il participe à la délégation papou-néo-guinéenne à la cérémonie de couronnement de Charles III, roi de Papouasie-Nouvelle-Guinée, du Royaume-Uni et des autres royaumes du Commonwealth. Le gouverneur général Sir Bob Dadae mène la délégation, tandis que le ministre des Affaires étrangères Justin Tkatchenko représente le Premier ministre James Marape, qui doit rester en Papouasie-Nouvelle-Guinée pour préparer la visite au pays du Premier ministre indien Narendra Modi et du président des États-Unis Joe Biden,.
Le 25 mai 2024, il est l'un des cinq ministres qui se joignent à l'opposition dans l'espoir de rendre celle-ci majoritaire, et quittent donc le gouvernement.